# Ardozyga cephalota
Ardozyga cephalota es una especie de lepidóptero de la familia Gelechiidae. Fue descrito por Edward Meyrick en 1904. Se localizan en Australia, concretamente en Australia Occidental.

## Descripción
La envergadura es de unos 18 mm. Las alas anteriores son oscuras, con los estigmas oscuros y alargados, cada uno seguido de un punto blanquecino-ocre y el plical oblicuamente más allá del primer discal. Hay un punto blanquecino-ocre en el dorso a una cuarta parte, y uno en el centro de la costa. También hay una pequeña mancha indefinida de sufijo blanquecino-ocre por encima del desgarramiento, precedida por una sufixión oscura, y una mancha más tenue por encima de ésta. Algunos puntos blanquecinos-ocreos indistintos se encuentran debajo de la costa posterior y a lo largo del termen. Las alas posteriores son grises, más pálidas y finamente escamadas hacia la base.